# Patna (Division)
Die Division Patna ist eine Division im indischen Bundesstaat Bihar. Sie hat ihren Verwaltungssitz in Patna.

## Geschichte
Die Division Patna geht als Verwaltungseinheit auf die Zeit Britisch-Indiens zurück. Im unabhängigen Indien war von Anfang an eine Division des Bundesstaats Bihar.

## Distrikte
Im Jahr 2022 umfasste die Division Patna sechs Distrikte und eine Fläche von 16.868 km² (nach Angaben der indischen Zensusbehörde):
| Distrikt (weiterer Name) | Hauptstadt   | Fläche in km² | Einwohner (Stand: 2011) |
| ------------------------ | ------------ | ------------- | ----------------------- |
| Bhojpur (Arrah)          | Arrah        | 2.395         | 2.728.407               |
| Buxar                    | Buxar        | 1.703         | 1.706.352               |
| Kaimur (Bhabua)          | Bhabua       | 3.332         | 1.626.384               |
| Nalanda (Bihar Sharif)   | Bihar Sharif | 2.355         | 2.877.653               |
| Patna                    | Patna        | 3.202         | 5.838.465               |
| Rohtas                   | Sasaram      | 3.881         | 2.959.918               |